# Paget Brewster
Paget Brewster (født 10. marts 1969) er en amerikansk skuespiller og sanger.
Brewster kom først i rampelyset i hendes tilbagevendende rolle som Kathy, Joey's kæreste (og senere Chandler's) i fjerde sæson af Friends. Brewster havde også et kortvarig Bay Area talkshow. Hun optrådte i Andy Richter Controls The Universe og som Beth Huffstodt i serien Huff, som blev sendt fra 2004-2006. Hun er i øjeblikket kendt for at spille Special Agent Emily Prentiss på CBS serien Criminal Minds.